# Red Hook Summer
Pour plus de détails, voir Fiche technique et Distribution.
Red Hook Summer est un film américain de Spike Lee, sorti en 2012.
Selon Spike Lee, ce film fait partie de ce qu'il appelle ses « Chronicles of the Republic of Brooklyn », après ses précédents films Nola Darling n'en fait qu'à sa tête (1986), Do the Right Thing (1989), Crooklyn (1994), Clockers (1995) et He Got Game (1998) et dans une moindre mesure, Jungle Fever (1991),,. Le titre du film renvoie au quartier de Red Hook dans l'arrondissement de Brooklyn, où est tourné le film.

## Synopsis

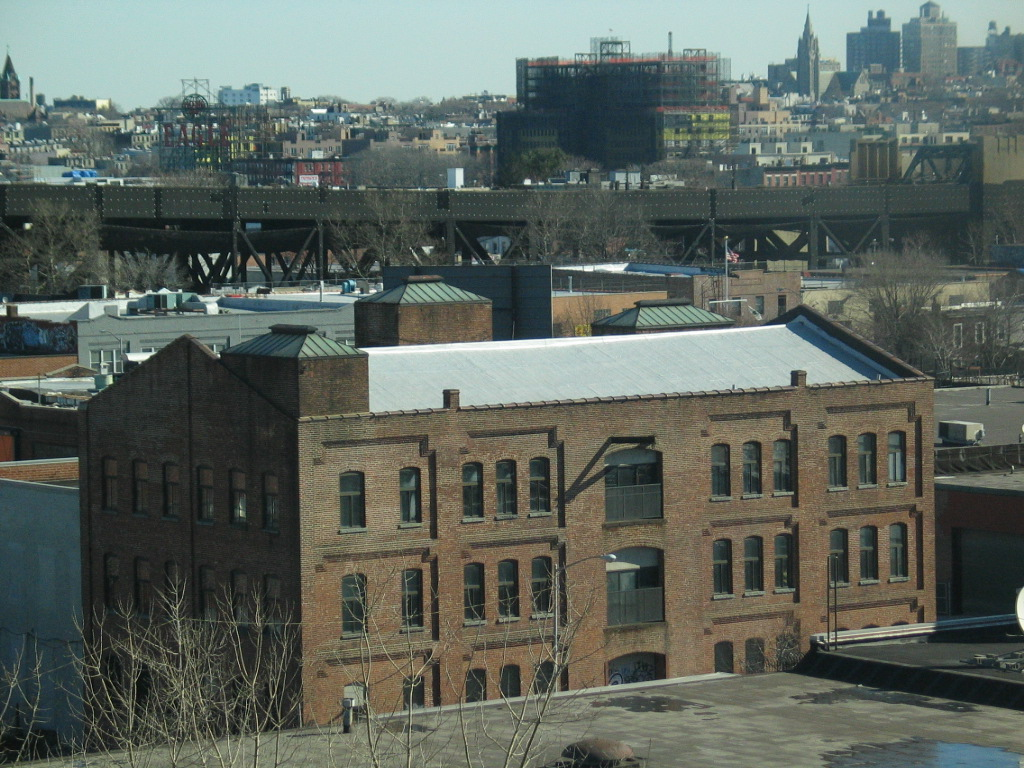
Vieille maison hollandaise typique du quartier de Red Hook

Flik Royale est un jeune garçon de 13 ans, originaire d'Atlanta. Il va passer ses vacances d'été dans le quartier de Red Hook à Brooklyn, avec son grand-père prédicateur, Enoch Rouse, qu'il n'a jamais vu. Un jour, en plein sermon, Enoch est interrompu par un étrange homme l'accusant d'une agression sexuelle, surevenue 15 ans plus tôt en Géorgie. Enoch admet les faits et explique que l'église l'a alors couvert a payé la famille du jeune homme et qu'il a ainsi pu démarrer une nouvelle vie à Brooklyn. La nouvelle fait grand bruit dans la congrégation du prédicateur.

## Fiche technique
- Titre original : Red Hook Summer
- Réalisation : Spike Lee
- Scénario : Spike Lee et James McBride
- Musique : Bruce Hornsby, chansons de Judith Hill
- Photographie : Kerwin DeVonish
- Montage : Hye Mee Na
- Décors : Sarah Frank
- Costumes : Emilio Sosa
- Direction artistique : Sila Karakaya
- Production : Spike Lee
- Société de production : 40 Acres & A Mule Filmworks
- Distribution : Variance Films (Etats-Unis)
- Genre : comédie dramatique
- Durée : 121 minutes
- Pays d'origine :  États-Unis
- Langue originale : anglais
- Format : Couleur 1.85:1 XDCAM - son Dolby Digital SDDS
- Dates de sortie[5] :

 - Festival du film de Sundance 2012 : 22 janvier 2012 (avant-première - hors compétition)
 États-Unis : 10 août 2012 (New York)
 États-Unis : 10 août 2012 (sortie limitée)

## Distribution
- Limary Agosto : Lourdes
- Sumayya Ali : un membre de la chorale Red Hook de l'église baptiste
- Turron Kofi Alleyne : Butter
- De'Adre Aziza : Colleen Royale
- Jonathan Batiste : Da Organist T. K. Hazelton
- Quincy Tyler Bernstine : Hazel
- Daniel Breaker : Cliff
- Jules Brown : Flik Royale
- Charles Anthony Bryant : un membre de la chorale Red Hook de l'église baptiste
- Janinah Burnett : un membre de la chorale Red Hook de l'église baptiste
- Thomas Jefferson Byrd : Deacon Zee
- Courtney D. Carey : un membre de la chorale Red Hook de l'église baptiste
- Jim Davis : un membre de la chorale Red Hook de l'église baptiste
- Colman Domingo : Blessing Rowe
- Shani Foster : un membre de la chorale Red Hook de l'église baptiste
- Arthur French : M. Curtis
- Kimberly Hebert Gregory : Sœur Sweet
- Louanne Harris : Donna / instructeur de Kayak
- Stephen Henderson : Deacon Yancy
- Samantha Ivers : Patty Simmons
- Kalon Jackson : le mari / Père
- Tracy Camilla Johns : Mère Darling
- Kevin D. Johnson : un membre de la chorale Red Hook de l'église baptiste
- Jackson Lee : un enfant au Kayak
- Spike Lee : M. Mookie
- Nate Parker : Box
- Clarke Peters : Da Good Bishop Enoch Rouse
- James Ransone : Kevin

## Production

### Genèse et développement
Le film est coécrit par Spike Lee et James McBride, qui était scénariste du précédent film de Spike Lee, Miracle à Santa Anna.

### Attribution des rôles
Spike Lee, qui n'avait plus joué dans l'un de ses films depuis Summer of Sam (1999), incarne ici Mookie, personnage qu'il jouait dans Do the Right Thing (1989). Isaiah Whitlock Jr. reprend quant à lui son rôle de l'agent (ou policier) Amos, présent dans La 25e Heure (2002) et She Hate Me (2004).
Certains acteurs du films sont des élèves de Spike Lee à l'université de New York.

### Tournage
Comme son titre l'évoque, le film est tourné dans le quartier de Red Hook dans l'arrondissement de Brooklyn. Bien que Spike Lee ait tourné beaucoup de films à New York, il n'avait jamais posé ses caméras à Red Hook. En raison d'un petit budget, le tournage a été très rapide et n'a duré que 3 semaines, dans le style du « cinéma de guérilla » des débuts de Spike Lee.

### Musique
Il s'agit de l'un des rares films de Spike Lee où la musique n'est pas signée Terence Blanchard. Le réalisateur collabore ici avec Bruce Hornsby. Les passages d'orgue Hammond sont joués par Jon Batiste. La chanteuse Judith Hill interprète par ailleurs 11 chansons pour le film.

## Sortie
Une version de 135 minutes est présentée hors compétition au festival du film de Sundance 2012. Le film sort ensuite le 10 août 2012 dans quelques salles à New York. Le film sort ensuite en vidéo le 21 décembre 2012 aux États-Unis.
Le film est inédit en France.

## Accueil
Lors de sa présentation au Festival du film de Sundance 2012, les critiques ont été très partagées. Sur l'agrégateur américain Rotten Tomatoes, il récolte 58% d'opinions favorables pour 66 critiques et une note moyenne de 5,46⁄10. Sur Metacritic, il obtient une note moyenne de 48⁄100 pour 25 critiques.
Le film ne connait qu'une sortie limitée en salles et est ainsi un échec au box-office. Il ne récolte que 338 803 $ aux États-Unis et au Canada.